# Бунтич, Фабиян
Фабиян Бунтич (нем. Fabijan Buntić; род. 24 февраля 1997, Штутгарт) — немецкий и хорватский футболист, вратарь азербайджанского клуба  «Карабах».

## Клубная карьера
Бунтич — воспитанник клубов «Файинген», «Штутгартер Киккерс» и «Штутгарт». В 2016 году на правах свободного агента перешёл в «Ингольштадт 04». 1 декабря 2018 года в матче против «Гамбурга» он дебютировал за новый клуб. 6 февраля 2021 года в поединке против «Виктории Кёльн» Фабиян в добавленное время забил гол и помог команде победить.
В 2022 году стал игроком португальского клуба «Визела». 6 августа в матче против «Риу Аве» Бунтич провёл первый матч за клуб.
10 июня 2024 года он был переведен в «Карабах» в Азербайджанскую Премьер-лигу. Между клубом и вратарем был подписан трехлетний контракт.